# Нідердрайсбах
Нідердрайсбах (нім. Niederdreisbach) — громада в Німеччині, розташована в землі Рейнланд-Пфальц. Входить до складу району Альтенкірхен. Складова частина об'єднання громад Гердорф-Дааден.
Площа — 4,16 км2. Населення становить 857 ос. (станом на 31 грудня 2020).

## Галерея

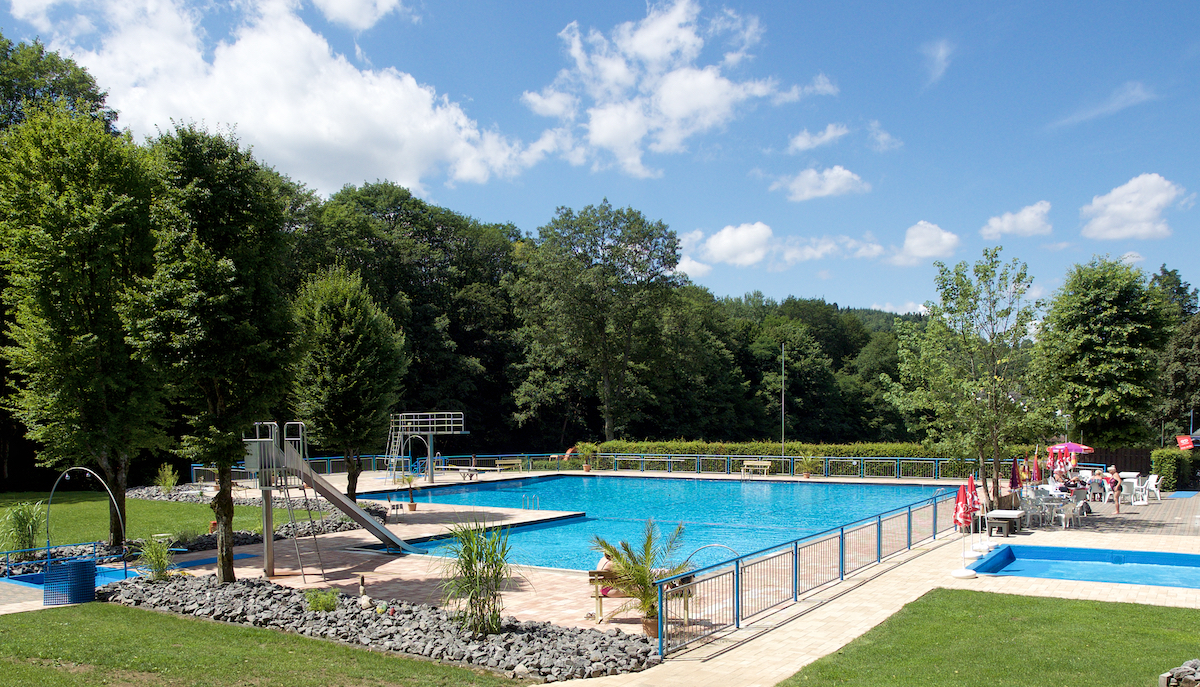
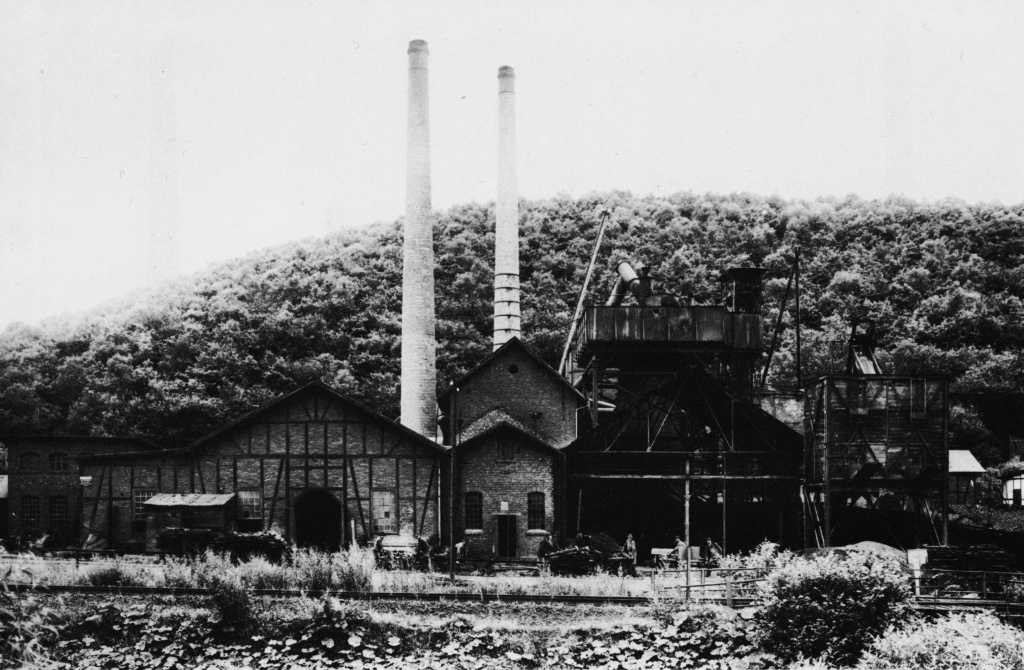